# 金教興
金教興（：／ Kim Kyo-heung，1960年8月30日—），大韓民國自由派政治人物，第17、21屆國會議員。